# 第30回ロサンゼルス映画批評家協会賞
第30回ロサンゼルス映画批評家協会賞は、ロサンゼルス映画批評家協会によって2004年の映画に贈られた映画賞である。

## 受賞
- 主演男優賞: 
  - リーアム・ニーソン – 『愛についてのキンゼイ・レポート』

- 主演女優賞:
  - イメルダ・スタウントン – 『ヴェラ・ドレイク』

- アニメ映画賞:
  - 『Mr.インクレディブル』

- 撮影賞
  - ディオン・ビーブ、ポール・キャメロン - 『コラテラル』

- 監督賞: 
  - アレクサンダー・ペイン - 『サイドウェイ』

- ドキュメンタリー賞:
  - 『未来を写した子どもたち』

- 作品賞:
  - 『サイドウェイ』

- 外国映画賞:
  - 『LOVERS』 ( 中国/ 香港)

- 音楽賞: 
  - マイケル・ジアッキーノ - 『Mr.インクレディブル』

- 美術賞:
  - ダンテ・フェレッティ - 『アビエイター』

- 脚本賞:
  - アレクサンダー・ペイン、ジム・テイラー - 『サイドウェイ』

- 助演男優賞: 
  - トーマス・ヘイデン・チャーチ - 『サイドウェイ』

- 助演女優賞: 
  - ヴァージニア・マドセン - 『サイドウェイ』

- 生涯功労賞: 
  - ジェリー・ルイス

- ニュー・ジェネレーション賞:
  - ジョシュア・マーストン（監督・脚本）、カタリーナ・サンディノ・モレノ（女優）- 『そして、ひと粒のひかり』